# Bédoin
Bédoin is een gemeente in het Franse departement Vaucluse (regio Provence-Alpes-Côte d'Azur). De plaats maakt deel uit van het  arrondissement Carpentras. De gemeente telde 3.077 inwoners op 1 januari 2022.

## Franse Revolutie
Bédoin behoorde tot het pauselijke Comtat Venaissin, dat tijdens de Revolutie bij Frankrijk werd aangehecht. Het was een haard van oppositie en een schuiloord voor refractaire priesters. In de nacht van 1 op 2 mei 1794 werd de plaatselijke vrijheidsboom omgehakt en werden affiches van de Nationale Conventie besmeurd. Toen representant op missie Étienne-Christophe Maignet de inwoners niet kon overhalen de schuldigen aan te geven, liet hij een strafrechtbank naar Bédoin komen. Deze sprak 63 doodstraffen uit. Ze werden uitgevoerd op 28 mei: 35 inwoners kwamen onder de guillotine en 28 werden gefusilleerd. De volgende week werden de vijfhonderd huizen en acht kapellen van Bédoin platgebrand. De gemeente werd afgeschaft en onder vier omringende gemeenten verdeeld. Onder het Directoire werd Bédoin op 4 mei 1795 gerehabiliteerd.

## Geografie
De oppervlakte van Bédoin bedroeg op 1 januari 2022 91,03 vierkante kilometer; de bevolkingsdichtheid was toen 33,8 inwoners per km². Bédoin grenst aan de Mont Ventoux.
De onderstaande kaart toont de ligging van Bédoin met de belangrijkste infrastructuur en aangrenzende gemeenten.

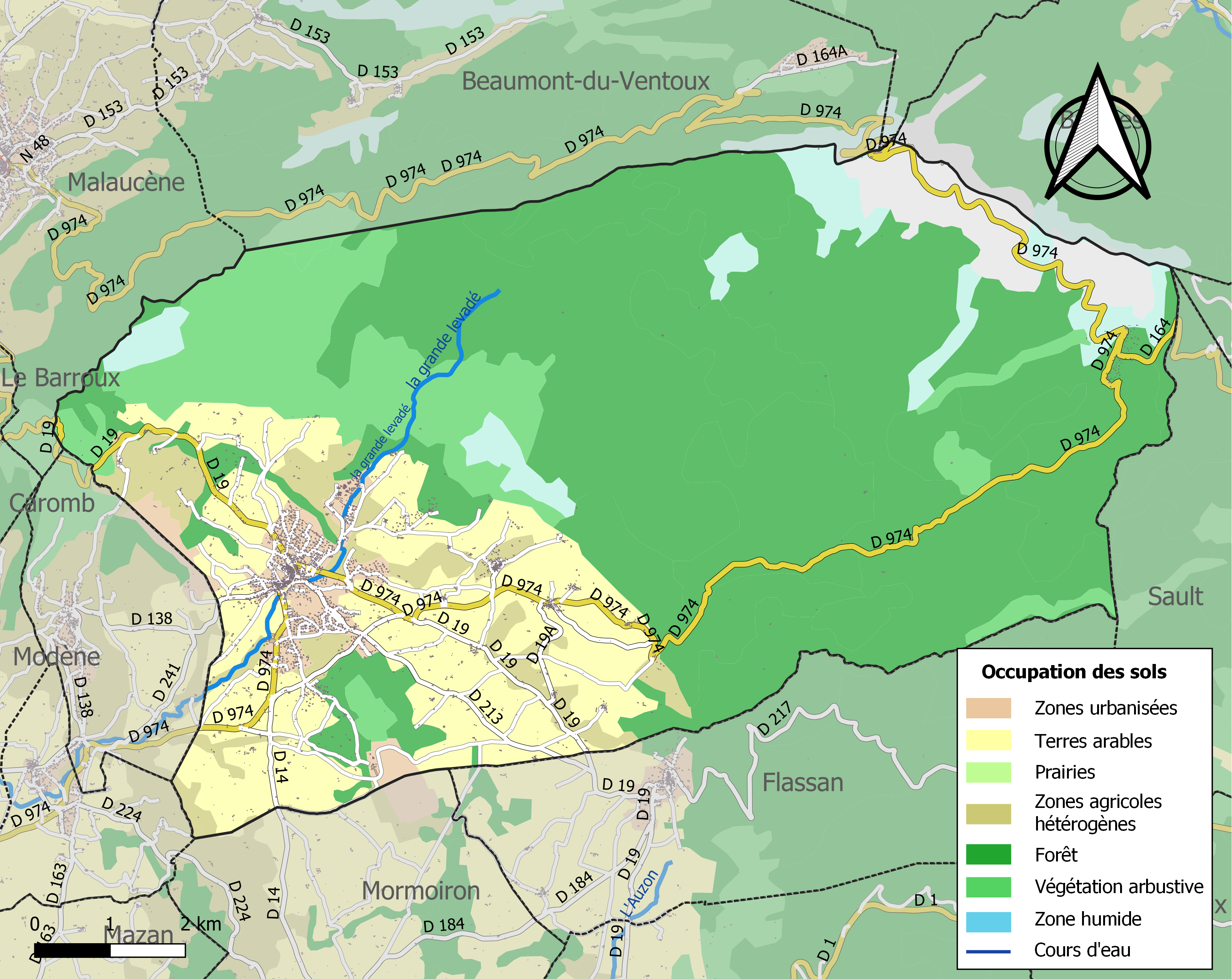

## Demografie
Onderstaande figuur toont het verloop van het inwonertal (bron: INSEE-tellingen).

## Sport
Bédoin is bekend van de wielrenetappes in de Ronde van Frankrijk omdat het de plaats is aan de voet van de Mont Ventoux, voordat de klim wordt ingezet.

## Voetnoten
1. 1 2  Populations de référence 2022.
2. ↑  Jacques Guilhaumou en Martine Lapied, "La mission Maignet", in: Annales historiques de la Révolution française, 1995, p. 283-294. DOI:10.3406/ahrf.1995.1789
3. ↑  (fr) Guillaume Puy, le maire modèle. Avignon cité millénaire. Association pour le patrimoine avignonnais (2023). Geraadpleegd op 7 juli 2025.